# Hellmut Lehmann-Haupt
Hellmut Emil Lehmann-Haupt (* 4. Oktober 1903 in Berlin-Charlottenburg; † 11. März 1992 in Columbia, Missouri) war ein deutsch-amerikanischer Kunsthistoriker und Buchwissenschaftler.

## Leben
Seine Eltern waren der Orientalist Carl Friedrich Lehmann-Haupt (1861–1938) und die Schriftstellerin Therese Lehmann-Haupt (1864–1938). Seine Schwester war die Schauspielerin und Malerin Miriam Lehmann-Haupt (1904–1981). 
Er studierte Kunstgeschichte an den Universitäten Berlin, Wien und Frankfurt, wo er 1927 promoviert wurde. Anschließend arbeitete er zwei Jahre als Volontär am Gutenberg-Museum in Mainz. 1929 übersiedelte Hellmut Lehmann-Haupt in die USA, wo er zunächst für die Encyclopedia Britannica tätig war. Ab 1930 arbeitete er als Kurator in der Abteilung für seltene Bücher an der Bibliothek der Columbia University in New York. 1939 wurde er zusätzlich Assistant Professor für Buchkunst an der School of Library Service der Columbia University. 1944/45 diente er im United States Office of War Information in London und ging 1945 mit der Information Control Division nach Deutschland. 1946 arbeitete er für die Monuments, Fine Arts, and Archives Section in Berlin. Nach seiner Rückkehr nach New York arbeitet er von 1948 bis 1968 als Mitarbeiter und bibliographischer Berater für das Antiquariat H. P. Kraus. Daneben lehrte er 1954/55 am Pratt Institute und 1965 bis 1967 an der Yale University. Von 1969 bis 1974 lehrte er als Professor an der University of Missouri.
Im Jahr 1980 wurde er mit dem Gutenberg-Preis der Stadt Mainz und der internationalen Gutenberg-Gesellschaft ausgezeichnet. 
Er war dreimal verheiratet, seine letzte Ehefrau war Ingeborg Lehmann-Haupt (* 1903). Seine Söhne sind der New-York-Times-Journalist Christopher Lehmann-Haupt (1934–2018), der Grafikdesigner Carl Lehmann-Haupt und der vormalige Merry Prankster Alexander Lehmann-Haupt, genannt Sandy (1942–2001).

## Schriften (Auswahl)
- Schwäbische Federzeichnungen in Handschriften des 15. Jahrhunderts, insbesondere Augsburgs. De Gruyter, Berlin 1929 (Dissertation Frankfurt 1927).
  - Druckfassung Schwäbische Federzeichnungen. Studien zur Buchillustration Augsburgs im 15. Jh.  De Gruyter, Berlin 1929.
- The Book in America. 1939.
- Art under a Dictatorship. New York 1954.
- An Introduction to the Woodcut of the Seventeenth-Century. Abaris Books, New York 1977.